# 白石稲荷山古墳
白石稲荷山古墳（しろいしいなりやまこふん）は、群馬県藤岡市白石にある古墳。形状は前方後円墳。白石古墳群を構成する古墳の1つ。国の史跡に指定されている。

## 概要
- 全長155メートル[1]
- 後円部径92メートル、高さ13.5メートル
- 前方部幅86メートル、高さ8.5メートル

鏑川と鮎川の合流地点の南方1.5キロメートルの丘陵性台地上、標高120メートルの地点に立地する。直ぐ北には十二天塚・北古墳が並ぶ。
周溝は北と南で台地を切断する形で確認され、西側は自然の谷を利用し、東側は崖となっている。墳丘は基本的には三段築成であり、くびれ部は狭く途中から撥（バチ）形に開く。葺石は後円部では2段目と3段目に、前方部では3段目で全周するものと思われる。埴輪列は円筒埴輪と朝顔形円筒埴輪が検出され、後円部では3段に巡らされている。前方部では基壇と3段目に確認されているが部分的である。
1933年（昭和8年）、後藤守一らに調査され、1985・86年（昭和60・61年）に藤岡市教育委員会により範囲確認調査が行われている。
1993年（平成5年）に国の史跡に指定。2009年（平成21年）には十二天塚古墳、十二天塚北古墳が追加指定された。
現在周辺を古墳公園として整備する構想が持ち上がっている。
2018年（平成30年）4月から2019年（令和元年）5月にかけて、群馬県立歴史博物館と早稲田大学により地中レーダー調査が行われ、前方部に新たな埋葬施設があることが判明したほか、140メートルと考えられていた墳丘長が155メートルであると判明し、築造年代も従来の5世紀前半から、少なくとも5世紀初頭にまでさかのぼることが確実となった。
2019年（令和元年）10月、台風19号の大雨の影響で、十二天塚北古墳の北東墳丘が5m×8mの範囲にわたり崩落した。

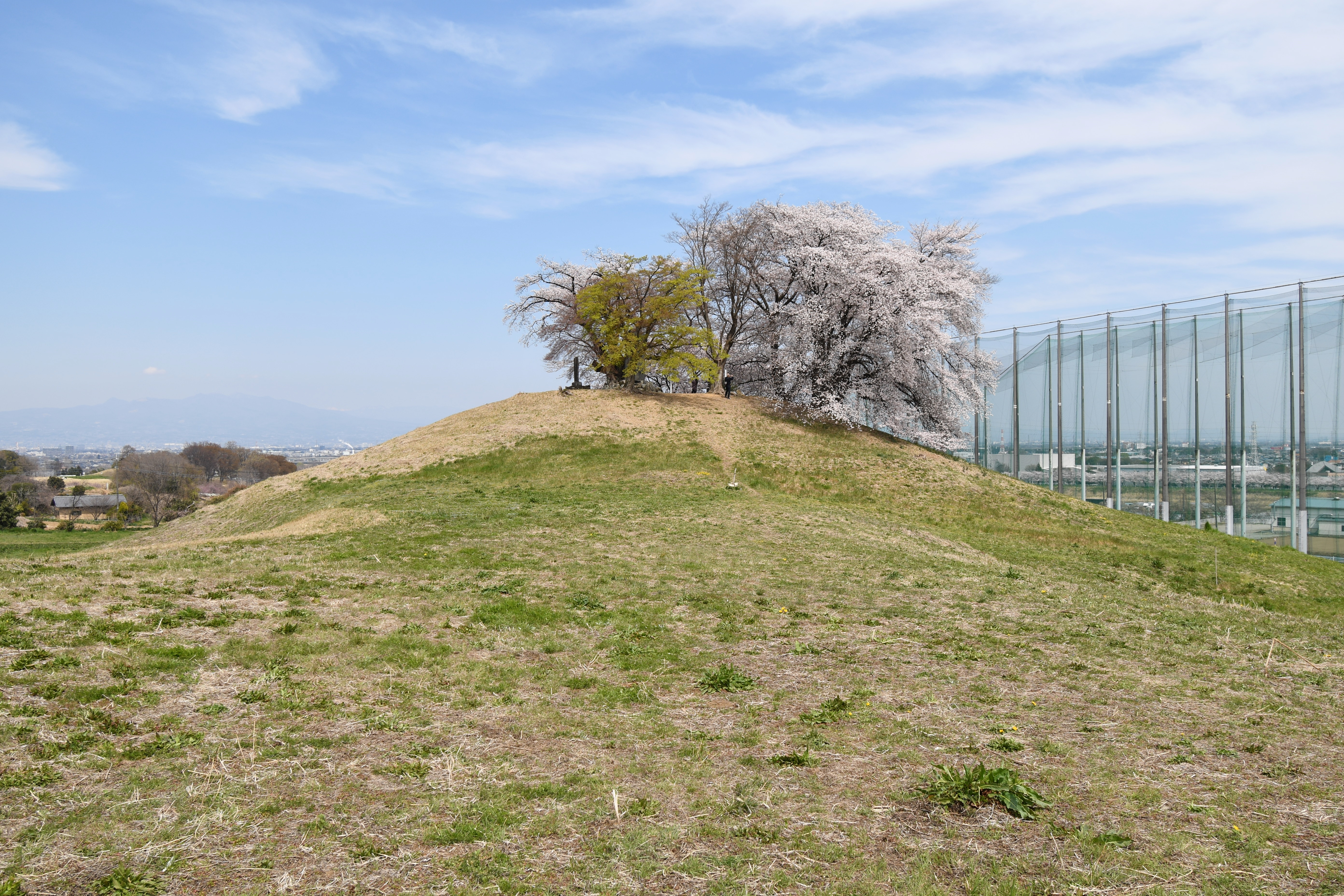
前方部から後円部を望む
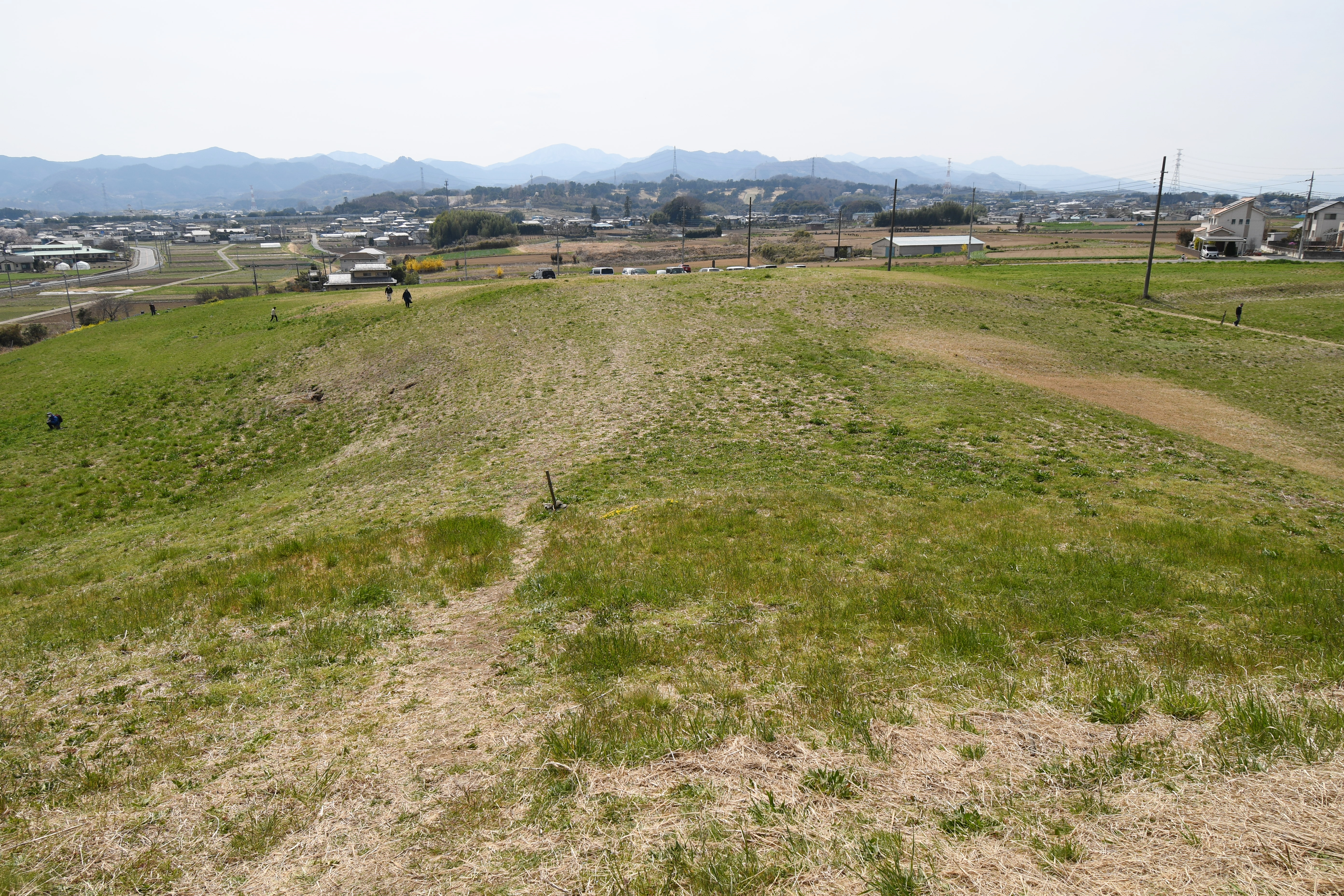
後円部から前方部を望む
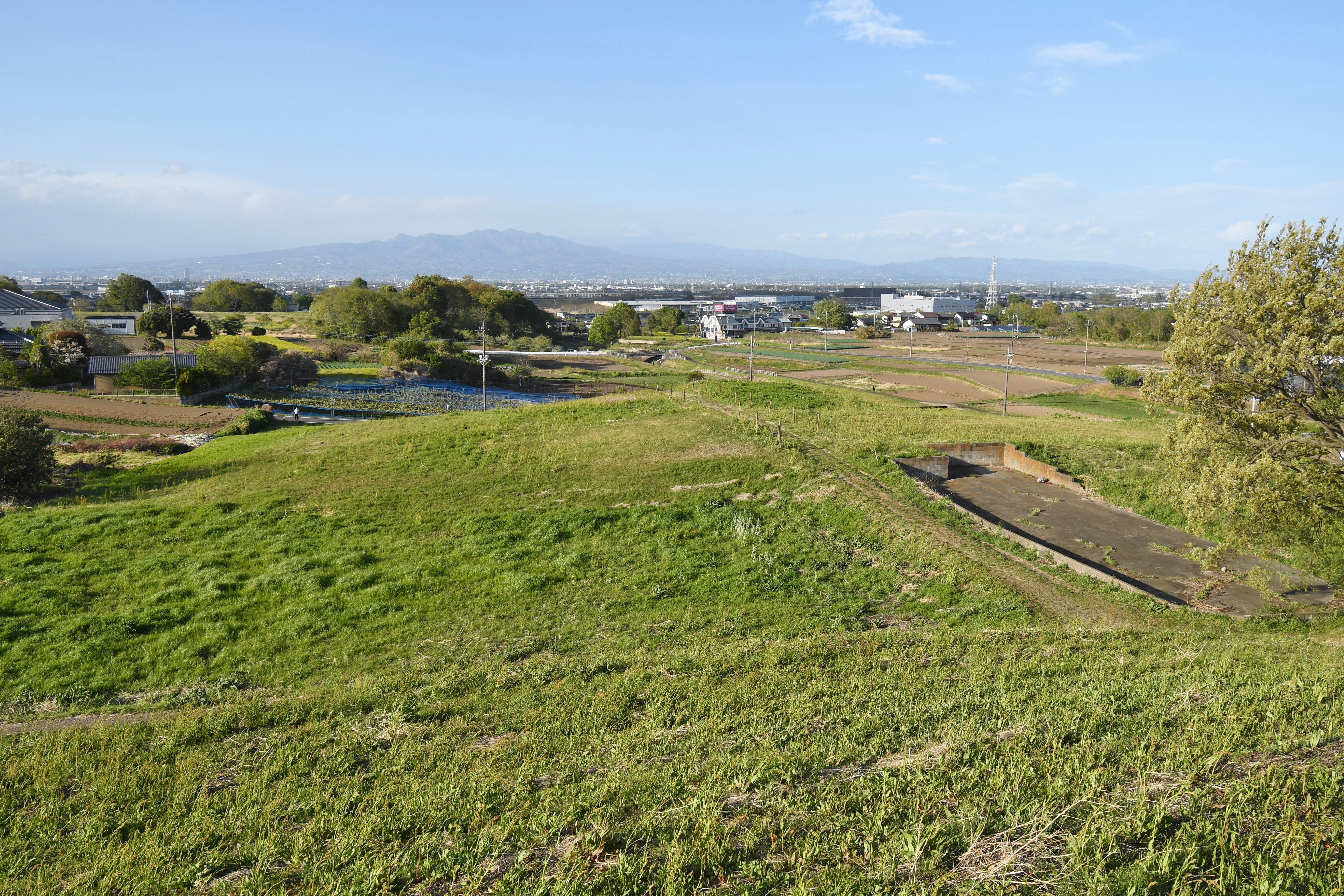
十二天塚古墳・十二天塚北古墳

## 埋葬施設

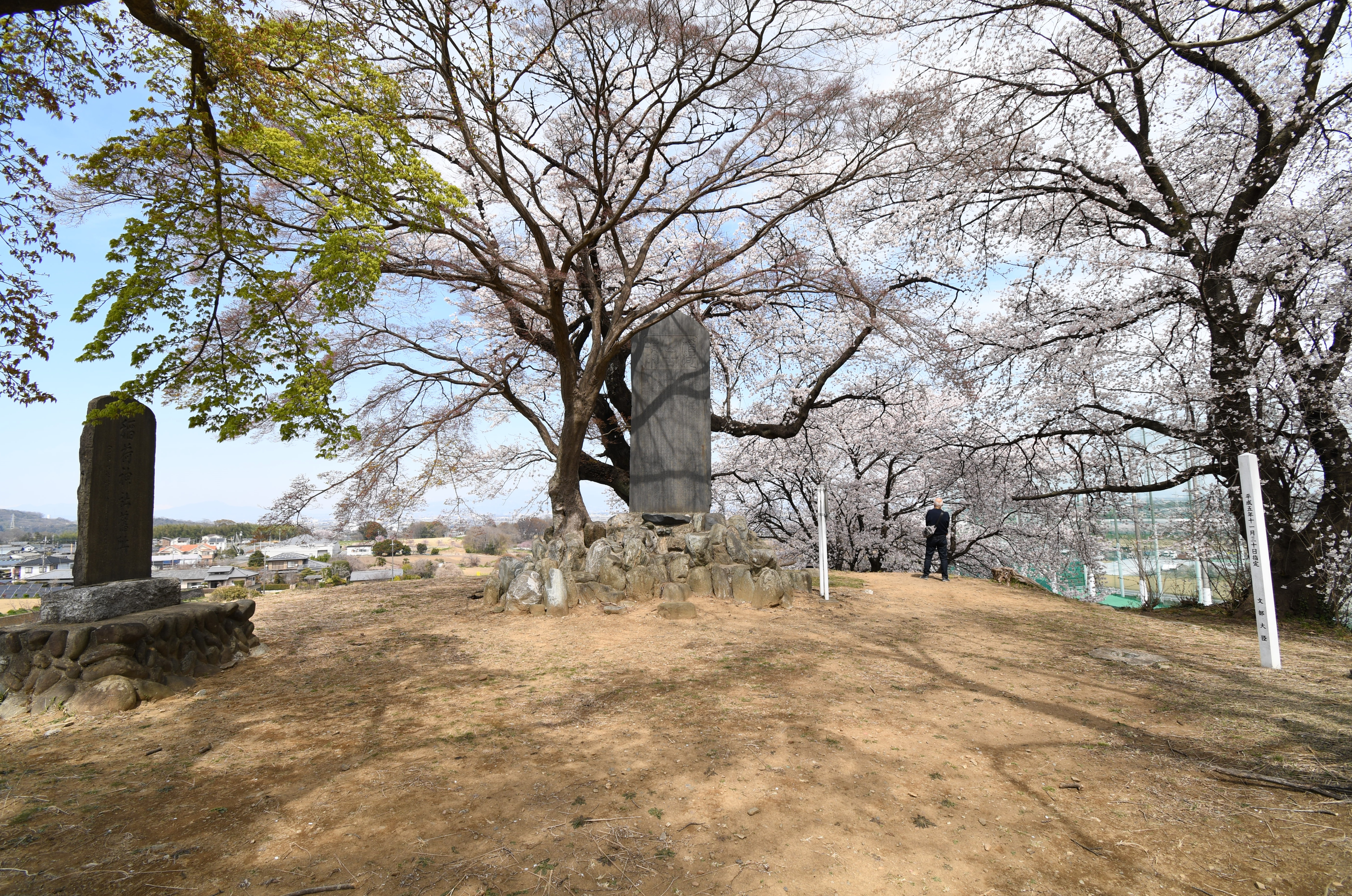
後円部墳頂

1933年（昭和8年）に行われた調査で後円部墳頂東端・西端から主体部が1基ずつ検出された。ともに竪穴式礫郭で、砂利を敷き、壁に河原石を積み上げて粘土で蓋をした構造をしている。
東槨主要部分は破壊されていた。長さ8.2メートル、幅0.9-0.6メートル。内行花文鏡1、滑石製石枕1、扁平柱状の石枕?1、滑石製模造品（案1、杵1、坩2、箕1、鎌1、剣18、刀子114）、鉄刀2、碧玉製管玉9、碧玉製勾玉1、ガラス製切小玉2、ガラス製管玉1、碧玉製算盤玉125出土。また埋葬施設の上から家形埴輪5出土。
西槨長さ5.3メートル、幅0.4メートル。四獣鏡1、滑石製石枕1、滑石製模造品（案1、杵1、坩2、釧1、下駄1対、剣17、刀子113）、滑石製勾玉115、滑石製臼玉100余、鉄刀4、銅製刀子把1、碧玉製勾玉3、碧玉製管玉48、ガラス製小玉1000、櫛4、鉄器残片出土。また埋葬施設の上から家形埴輪3、短甲形埴輪1出土。
埴輪などの出土品は東京国立博物館所蔵となっている。
前方部埋葬施設
未調査のため不明。

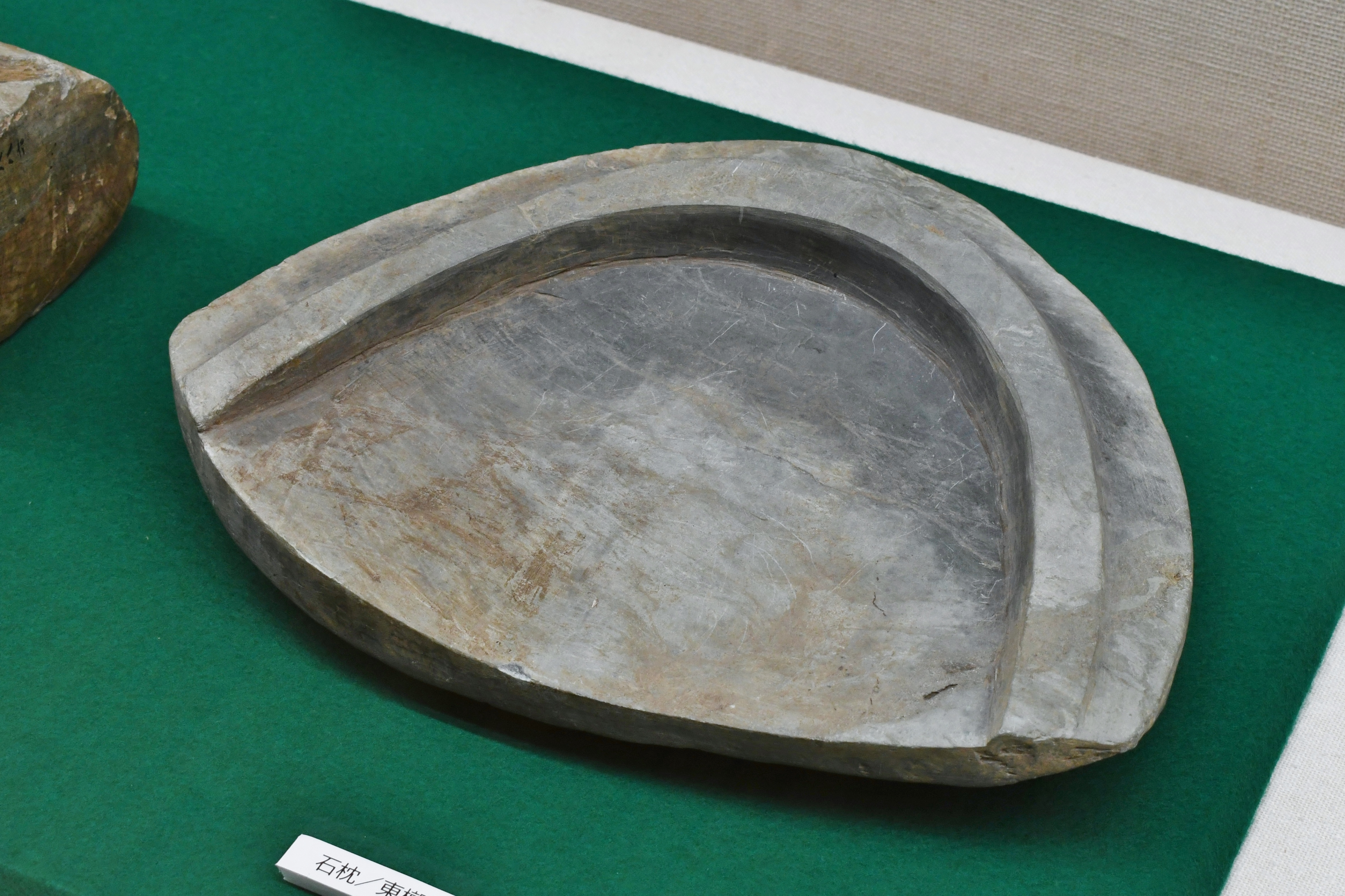
石枕 大阪府立近つ飛鳥博物館企画展示時に撮影。
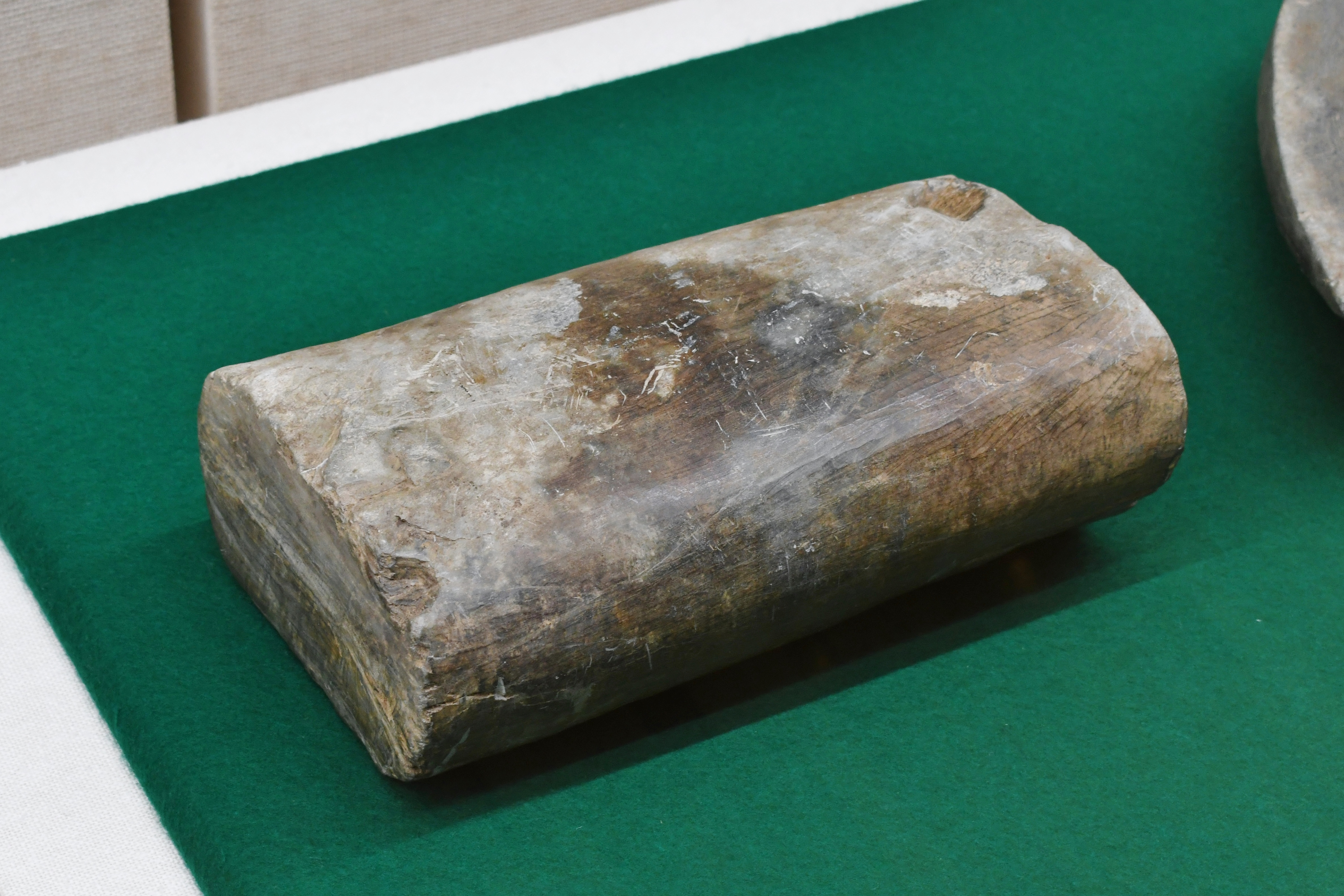
石枕 大阪府立近つ飛鳥博物館企画展示時に撮影。
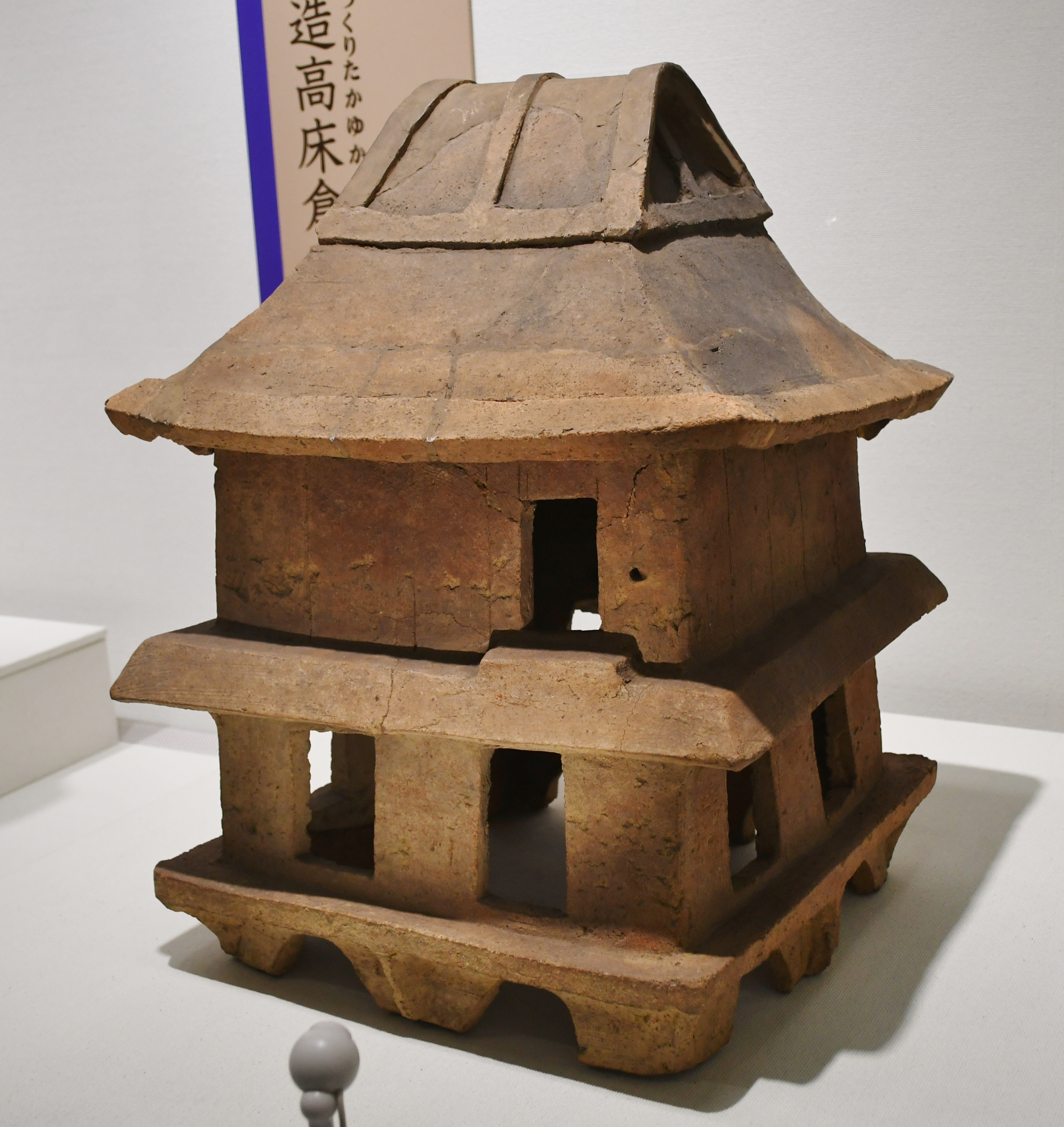
家形埴輪 寄棟造高床倉庫 群馬県立歴史博物館展示。
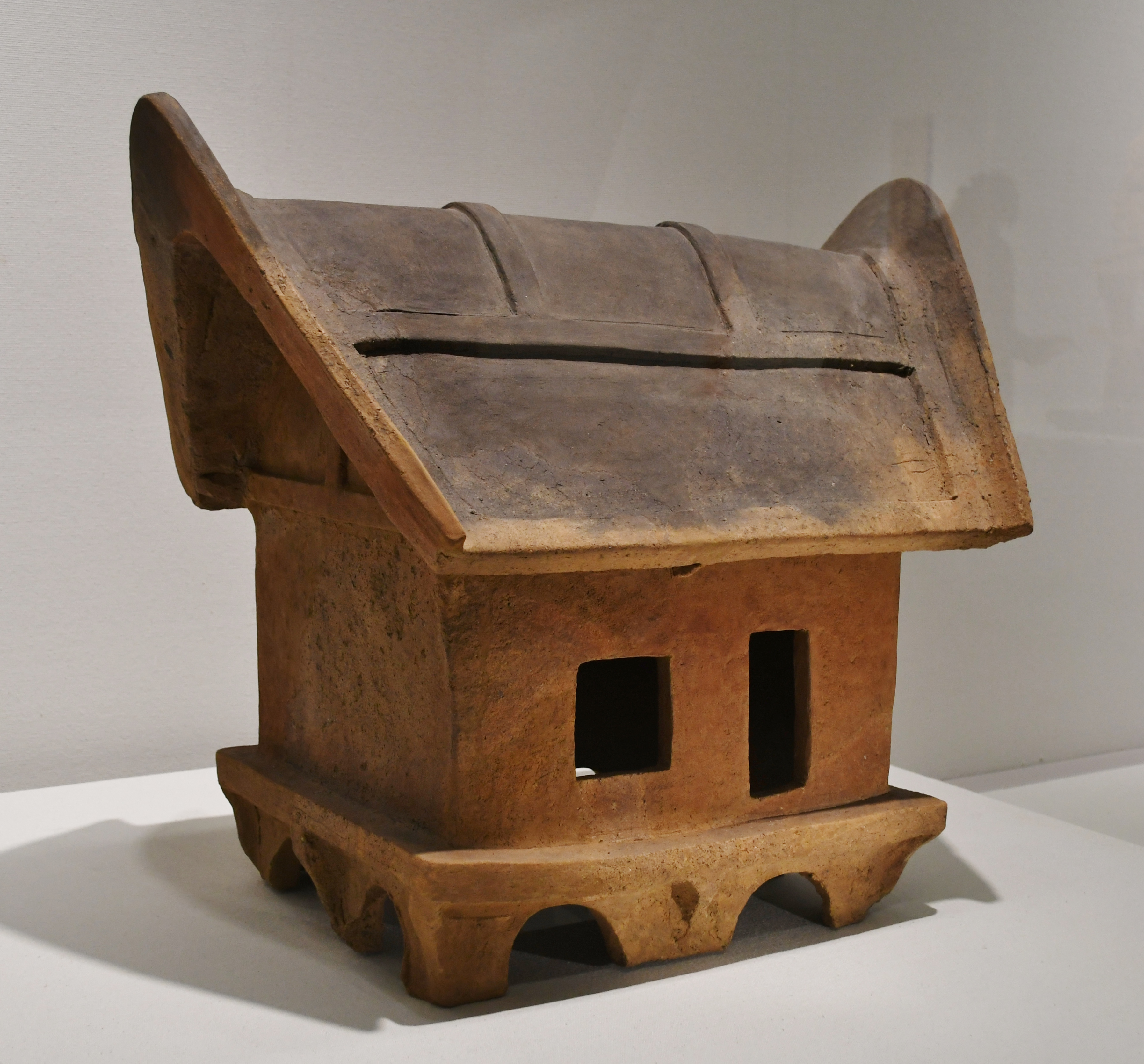
家形埴輪 切妻造家 群馬県立歴史博物館展示。
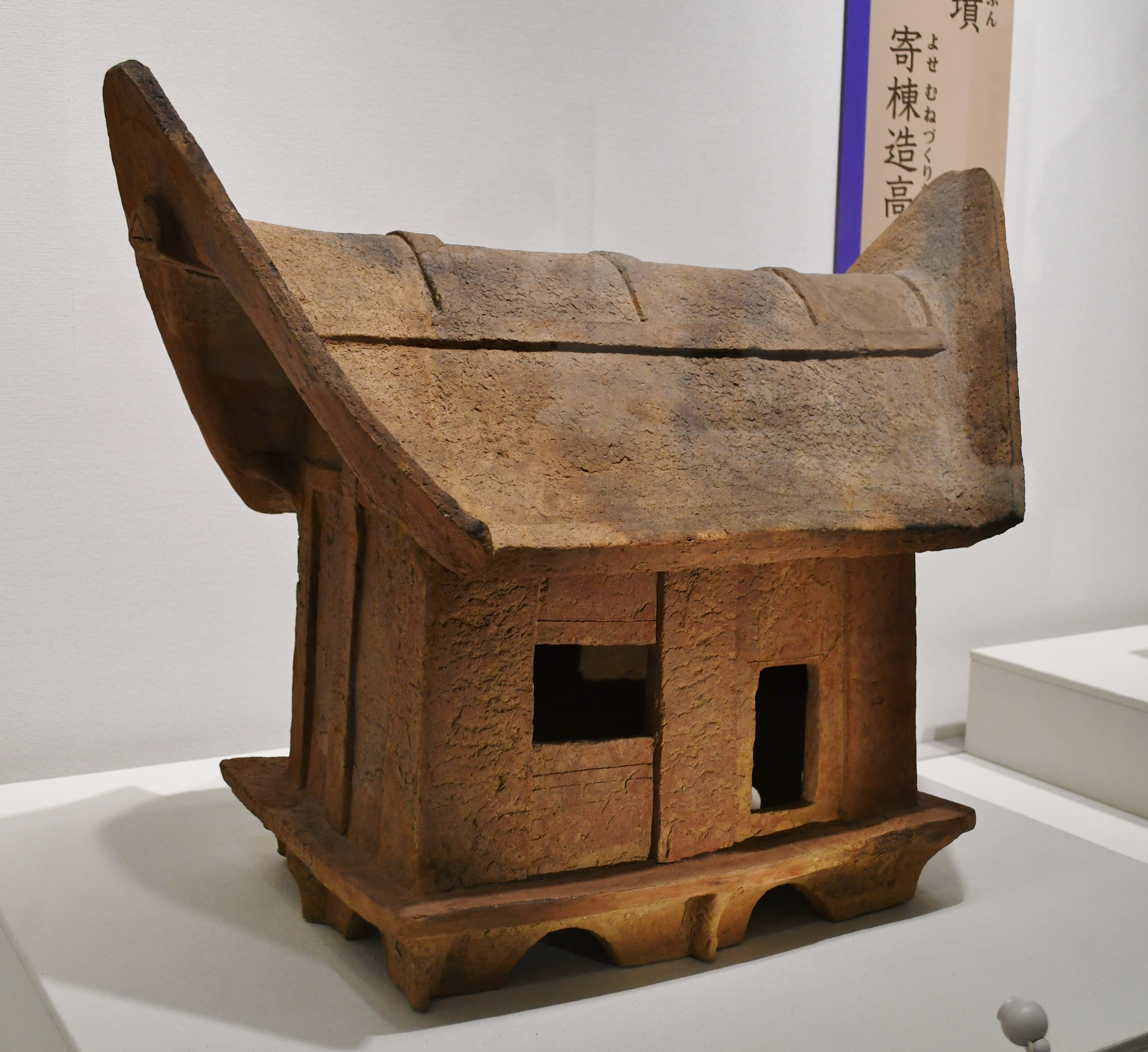
家形埴輪 切妻造家 群馬県立歴史博物館展示。
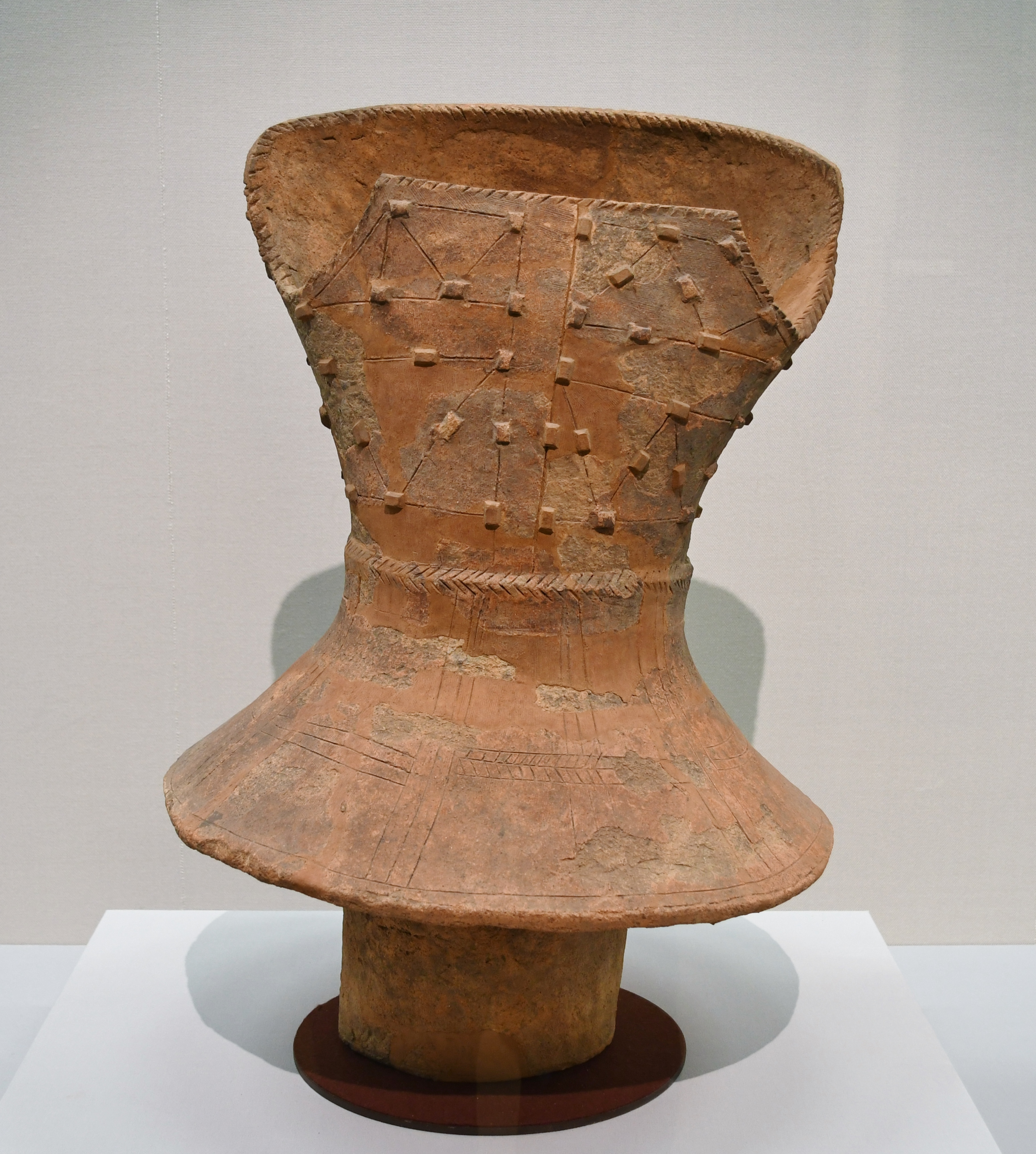
短甲形埴輪 東京国立博物館展示。
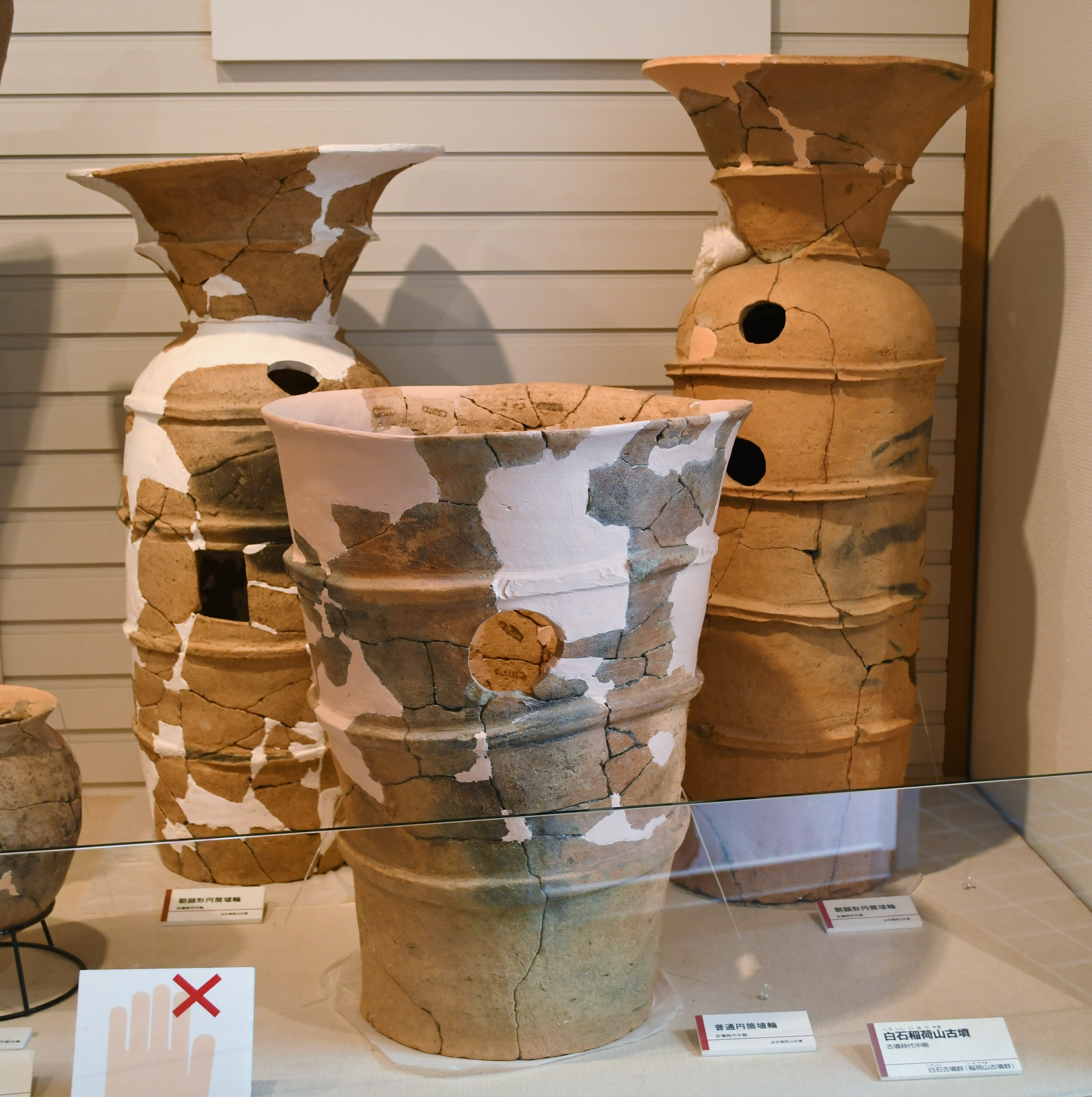
円筒埴輪・朝顔形埴輪 藤岡歴史館展示。

## 文化財

### 国の史跡
- 白石稲荷山古墳 - 1993年（平成5年）11月30日指定、2009年（平成21年）7月23日に史跡範囲の追加指定[3]。

## 関連文献
（記事執筆に使用していない関連文献）
- 『白石稲荷山古墳（範囲確認調査報告書I）』藤岡市教育委員会、1986年。
- 『群馬県藤岡市 白石稲荷山古墳の測量・GPR調査（早稲田大学東アジア都城・シルクロード考古学研究所 デジタル調査概報 第5冊）』早稲田大学東アジア都城・シルクロード考古学研究所、2023年。 - リンクは奈良文化財研究所「全国遺跡報告総覧」。